# João Domingos Pinto
João Domingos da Silva Pinto (Oliveira do Douro, 1961. november 21. – ) portugál válogatott labdarúgó.

## Pályafutása

### Klubcsapatban
1981-től 1997-ig az FC Porto játékosa volt, melynek tagjaként 1987-ben megnyerte a bajnokcsapatok Európa-kupáját az UEFA-szuperkupát és az interkontinentális kupát. emellett kilenc bajnoki címet szerzett (1985, 1986, 1988, 1990, 1992, 1993, 1995, 1996, 1997), valamint négy portugál kupát (1984, 1988, 1991, 1994) és nyolc szuperkupát (1981, 1983, 1984, 1986, 1990, 1991, 1993, 1994) nyert. 

### A válogatottban
1983 és 1996 között 70 alkalommal szerepelt a portugál válogatottban és 1 gólt szerzett. Részt vett és az 1984-es Európa-bajnokságon, ahol a portugálok összes mérkőzésén kezdőként lépett pályára. Tagja volt az 1986-os világbajnokságon szereplő válogatott keretének is, de nem kapott lehetőséget egyik csoportmérkőzésen sem.

## Sikerei
Porto
- Bajnokcsapatok Európa-kupája (1): 1986–87
- Portugál bajnok (9: 1984–85, 1985–86, 1987–88, 1989–90, 1991–92, 1992–93, 1994–95, 1995–96, 1996–97
- Portugál kupagyőztes (4): 1983–84, 1987–88, 1990–91, 1993–94
- Portugál szuperkupagyőztes (8): 1981, 1983, 1984, 1986, 1990, 1991, 1993, 1994
- UEFA-szuperkupa győztes (1): 1987
- Interkontinentális kupa győztes (1): 1987